# Mausoleum von Hodscha Ahmad Yasawi
Das Mausoleum von Hodscha Ahmad Yasawi (kasachisch Қожа Ахмет Яссауи кесенесі Qodscha Achmet Jassawi kesenesi) wurde im Auftrag des Mongolen-Herrschers Timur zwischen 1389 und 1405 in der Stadt Yasi (heute Stadt Türkistan in Kasachstan) errichtet. Obwohl in Teilen unvollendet, ist es eines der größten und am besten erhaltenen Bauwerke aus der Zeit Timurs. Am Mausoleum von Yasawi erprobte er Bautechnik und Dekorkunst, die später in seiner Hauptstadt Samarkand erstrahlen sollte.

## Geschichte
Chodscha Ahmed Yasawi (auch Ahmet Yesevi; 1103–1165) gilt als ein bedeutender Vertreter des Sufismus (islamische Mystik), einer in Zentralasien weit verbreiteten Richtung des Islam. Die Sammlung seiner Manuskripte wurden 2003 zum Weltdokumentenerbe erklärt und findet sich heute in der Nationalbibliothek der Republik Kasachstan.
Im Mausoleum wurde 1781 der kasachische Khan der Mittleren Horde Ablai beigesetzt.
Seit 2003 ist das Mausoleum Teil des Weltkulturerbes der UNESCO.

## Architektur

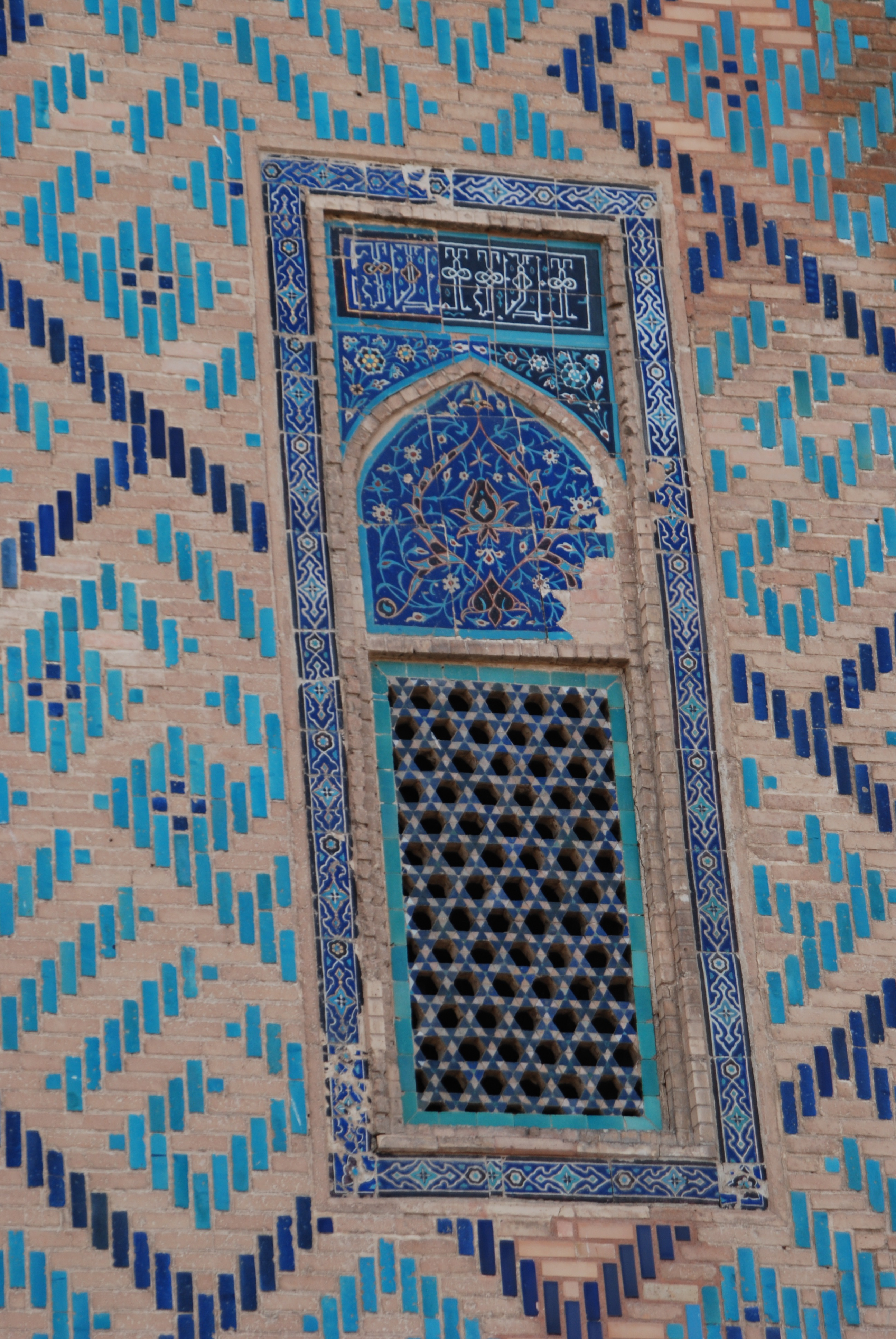
Fenster
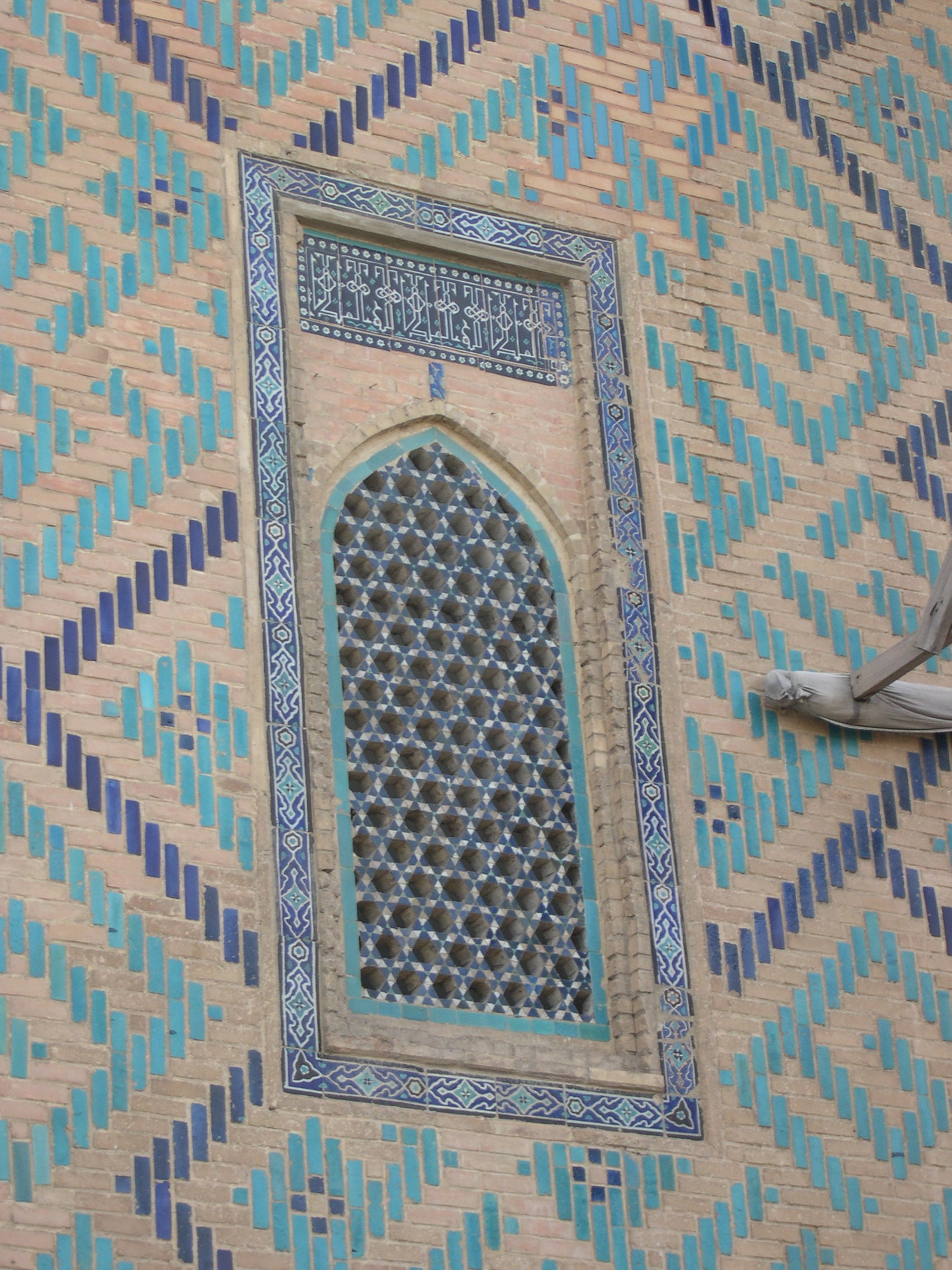
Fenster
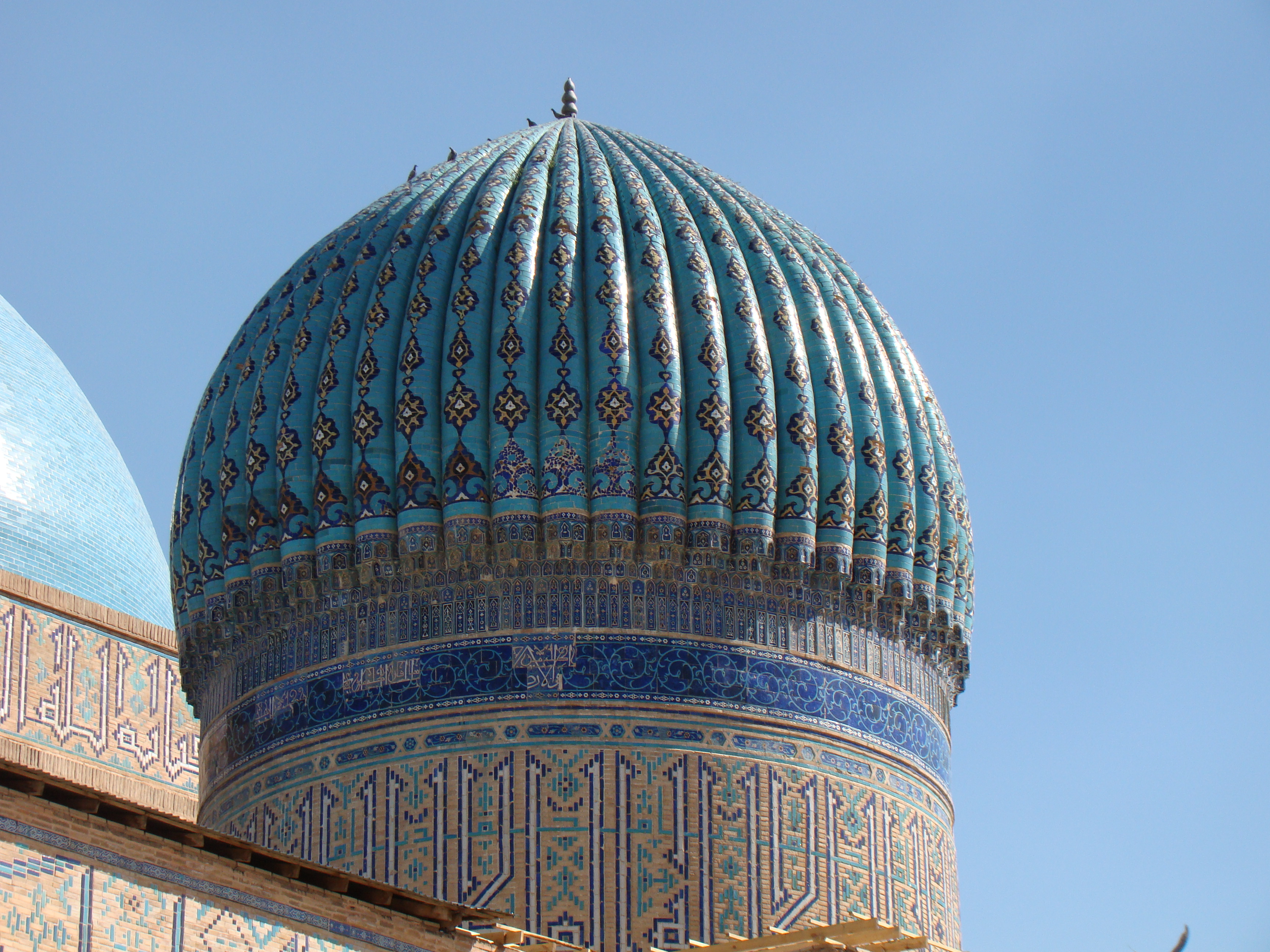
Kuppel